# Lethrus mucronatus
Lethrus mucronatus är en skalbaggsart som beskrevs av Semenov 1894. Lethrus mucronatus ingår i släktet Lethrus och familjen tordyvlar. Inga underarter finns listade i Catalogue of Life.